# Аверон Бержел
Аверон Бержел (фр. Avéron-Bergelle) насеље је и општина у јужној Француској у региону Миди Пирене, у департману Жерс која припада префектури Миранд.
По подацима из 2011. године у општини је живело 152 становника, а густина насељености је износила 10,34 становника/km². Општина се простире на површини од 14,7 km². Налази се на средњој надморској висини од 160 метара (максималној 196 m, а минималној 109 m).

## Демографија
| 1962. | 1968. | 1975. | 1982. | 1990. | 1999. | 2011. |
| ----- | ----- | ----- | ----- | ----- | ----- | ----- |
| 245   | 277   | 233   | 193   | 174   | 176   | 152   |

График промене броја становника у току последњих година